# Tournoi des Fidji de rugby à sept
Le Tournoi des Fidji de rugby à sept (Fidji rugby sevens) est un tournoi de rugby à sept disputé aux Fidji dans les années 1990 et qui a compté comme étape des séries mondiales masculines de rugby à sept en 2000.

## Historique
Le tournoi a lieu au stade National de Suva, la capitale des Îles Fidji. En 2000, le tournoi est une étape des séries mondiales masculines de rugby à sept.

## Palmarès
Étapes des séries mondiales masculines de rugby à sept
| Année     | Stade                | Cup              | Cup    | Cup       | Plate     | Bowl                      | Shield    |
| Année     | Stade                | Vainqueur        | Score  | Finaliste | Vainqueur | Vainqueur                 | Vainqueur |
| --------- | -------------------- | ---------------- | ------ | --------- | --------- | ------------------------- | --------- |
| 1999-2000 | Stade national, Suva | Nouvelle-Zélande | 31 – 5 | Fidji     | Argentine | Papouasie-Nouvelle-Guinée |           |